# Magdalena Elisabeth Söderhielm
Magdalena Elisabeth Söderhielm, även känd som Lona Lisa, gift Tersmeden, född 22 oktober 1718 på Norns bruk, död 24 juni 1787 på Ramnäs bruk, var en svensk brukspatron, den enda kvinnan med ägarandelar i det första kanalbolaget i Sverige, Strömsholms Slusswerk (1774). Vidare var hon en av de ivrigaste tillskyndarna av bygget av Strömsholms kanal.

## Biografi
Magdalena Elisabeth Söderhielm var dotter till överstelöjtnanten Lorentz Niclas Söderhielm och Alleta Maria Cederberg, samt sondotter till Lars Söderhielm. 
Söderhielm gifte sig den 22 september 1743 på Engelsbergs bruk med assessorn Jacob Tersmeden, son till Jacob Tersmeden den äldre och Elisabet Gangia. Paret fick tolv barn, bland vilka märks Jacob Niclas, Per Reinhold, Lars Gustaf, Herman Adolf och Fredrik Tersmeden.
Hon övertog driften av Ramnäs bruk efter att hennes make hade avlidit 1767. Hon drev bruksverksamheten under perioden 1767–1787 med framgång, men var i praktiken drivande av bruket själv under många år tidigare eftersom hennes make varit riksdagsman och ofta frånvarande. Hon överlät 1787 bruksverksamheten till sonen Per Reinhold.
Söderhielm belönades av kungen, tillsammans med Magnus Schenström, för sina insatser och driftighet vid inrättningen av Strömsholms kanal (som inrättades 1787–1795).

## Eftermäle
År 2021 publicerade Axess Television en programserie i svensk brukshistoria där Lona Lisa fungerar som "guide".